# 华中师范大学硕士论文抄袭事件
华中师范大学硕士论文抄袭事件，是指中国湖北省武汉市华中师范大学的胡春林（指导教师：刘九洲教授和员怒华老师）的《试论财经领域的新闻舆论监督》硕士学位论文，为抄袭自广西大学黄晓慧的《试论财经领域的新闻舆论监督》硕士学位论文。抄袭论文除了“致谢”不一样，从头至尾完全是复制他人论文。华中师范大学后撤销了胡春林的硕士学位，并收回硕士学位证书。该抄袭事件被网民称为“比‘史上最牛硕士论文抄袭’还牛”。

## 参看
- 东北财经大学硕士论文抄袭事件
- 上海大学博导论文抄袭事件
- 辽宁大学副校长抄袭事件
- 胡黎明博士论文抄袭事件